# Friockheim
Friockheim (pron.: /ˈfriːkəm/, in gaelico scozzese: Baile an Fhraoich; 0,37 km², 900 ab. circa) è un villaggio della Scozia centro-orientale, appartenente all'area amministrativa di Angus.

## Etimologia
Il toponimo Friock deriva forse dal termine gaelico fraoch, che significa "erica".
La seconda parte del toponimo, -heim, si rifà invece ad un suffisso tipico dei toponimi tedeschi, aggiunto in seguito artificiosamente.

## Geografia fisica

### Collocazione
Friockheim si trova tra Forfar ed Arbroath, rispettivamente ad est della prima e a nord-ovest della seconda.

### Territorio
Il villaggio ha una caratteristica forma triangolare.

## Società

### Evoluzione demografica
Al censimento del 2001, Friockheim contava una popolazione pari a 820 abitanti.

## Storia
Il villaggio sorse nel 1814, quando i terreni di Friock o Friock Feus furono ottenuti in eredità dal fratello da Thomas Gardyne, il quale li concesse a John Andson di Arbroath. Quest'ultimo fece costruire un mulino in loco; inoltre, i suoi interventi attrassero molti lavoratori nel ramo del tessile.